# Cumbre sobre el Clima 2014
La Cumbre sobre el Clima de 2014 se celebró en la sede de la Organización de las Naciones Unidas, situada en Nueva York, el 23 de septiembre.